# Tom & Jerry som redningsmænd
Tom & Jerry som redningsmænd er en amerikansk tegnefilm fra 1992 om Tom & Jerry. Det er den eneste film, hvor Tom og Jerry taler. Filmen havde premiere i Danmark den 1. oktober 1993.

## Danske stemmer
- Preben Kristensen – Tom
- Laus Høybye – Jerry
- Esper Hagen – Buller
- Henrik Koefoed – Frankie
- Mille Hoffmeyer Lehfeldt – Robyn Sterling
- Susanne Lundberg – Tante Sofie Figg
- Nis Bank-Mikkelsen – Platmand
- John Hahn-Petersen – Dr. Alf Godfred Æblekind
- Lars Thiesgaard – Robyn's far, diverse roller
- John Martinus – Kaptajn Kitter
- Torben Zeller – Squawk
- Torben Sekov – Politibetjenten, diverse roller